# Ijime, dame, zettai
| Recensione          | Giudizio |
| ------------------- | -------- |
| Rolling Stone Japan |          |

Ijime, dame, zettai (イジメ、ダメ、ゼッタイ? lett. "Il bullismo, assolutamente mai più") è il primo singolo major del gruppo musicale di idol giapponesi Babymetal, pubblicato il 9 gennaio 2013 dall'etichetta Jūonbu Records, filiale della Toy's Factory. Ha debuttato alla posizione numero 6 della classifica settimanale della Oricon con circa 19 000 copie vendute nella prima settimana.
Si tratta del quarto singolo estratto dall'album eponimo di debutto del gruppo Babymetal.

## Il disco
Il disco è stato pubblicato in cinque versioni differenti: un'edizione standard, tre edizioni limitate comprese di DVD intitolate rispettivamente I, D e Z, e un'edizione speciale dedicata a Su-metal contenente un remix di Headbanger!!. L'edizione standard del singolo contiene le tracce Ijime, dame, zettai, Catch Me If You Can e le loro rispettive versioni strumentali.
La versione CD dell'edizione limitata contiene il brano Babymetal death e la versione "nemesi" di Ijime, dame, zettai, oltre che la versione standard di quest'ultimo. Nelle tre versioni con DVD sono inclusi il video musicale di Ijime, dame, zettai e alcune esibizioni dal vivo estratte dai concerti allo Shibuya-AX e al Meguro Rokumeikan.

### Composizione
La title track Ijime, dame, zettai è un brano melodic speed metal il cui testo si sofferma sulla lotte interiori e sulle difficoltà nei rapporti con il prossimo che si debbono affrontare quando si ha a che fare con il bullismo. La versione "nemesi" del brano vede la collaborazione di Christopher Amott, ex chitarrista della band Arch Enemy.
Catch Me If You Can (lett. "Prova a prendermi") è un brano industrial metal caratterizzato da un suono più pesante che pone particolare enfasi sulle chitarre e sulle voci gutturali, elementi simili a quelli che si possono ritrovare nello stile della band Dir en grey.
Nel brano Babymetal Death le voci delle tre componenti del gruppo sono quasi assenti; esso presenta principalmente elementi tipici dei generi melodic death metal, thrash metal e symphonic death metal, discostandosi notevolmente dal j-pop. In origine il brano era stato concepito come una traccia della durata di un solo secondo, similmente alla canzone You Suffer dei Napalm Death. Tuttavia il produttore del gruppo Kobametal decise alla fine di realizzarne una versione estesa, e «di farne La marcia di Topolino delle Babymetal». Il brano viene solitamente eseguito all'inizio di ogni concerto e la coreografia associata risulta essere un mix delle parti migliori di tutte le restanti coreografie del gruppo.

### Promozione
La title track del singolo fu eseguita dal vivo la prima volta nel luglio 2011 in occasione di un concerto delle Sakura Gakuin, venendo riproposta anche il mese successivo al Tokyo Idol Festival. L'uscita fu annunciata il 6 ottobre 2012 durante il concerto del gruppo allo Shibuya O-East, mentre il video musicale della canzone fu pubblicato su YouTube il novembre successivo. Un mese dopo furono rivelati i restanti dettagli riguardo al disco.
Kobametal, ideatore e produttore delle Babymetal, avrebbe voluto pubblicare Ijime, dame, zettai come singolo di debutto del gruppo, ma decise di rinunciarvi convinto che se avesse fatto uscire qualcosa «troppo metal» fin dall'inizio il gruppo avrebbe faticato a emergere nella scena musicale.
La campagna promozionale in supporto al singolo prese il via il 13 dicembre 2012, contestualmente all'annuncio della partecipazione del gruppo alla 26ª edizione della campagna pubblicitaria No Music, No Idol? della Tower Records. Il 25 dicembre successivo il gruppo partecipò a una campagna di sensibilizzazione sulla sicurezza stradale infantile organizzata dal Dipartimento di polizia metropolitana di Tokyo, presentando il brano a un pubblico di circa 500 persone di fronte alla stazione di Shibuya.

## Tracce
Edizione standard
1. Ijime, dame, zettai (イジメ、ダメ、ゼッタイ) – 6:07 (testo: Nakametal, Tsubometal – musica: KxBxmetal, Nakametal, Tsubometal)
2. Catch Me If You Can – 3:58 (testo: Edometal – musica: Narametal)
3. Ijime, dame, zettai (Air Vocal ver.) (イジメ、ダメ、ゼッタイ （Air Vocal ver.）) – 6:07
4. Catch Me If You Can (Air Vocal ver.) – 3:58

Edizione limitata I/D/Z
1. Ijime, dame, zettai (イジメ、ダメ、ゼッタイ) – 6:07 (testo: Nakametal, Tsubometal – musica: KxBxmetal, Nakametal, Tsubometal)
2. Babymetal Death – 3:58 (Kitsune of Metal God)
3. Ijime, dame, zettai (Nemesis ver.) (feat. Christopher Amott) (イジメ、ダメ、ゼッタイ （-Nemesis ver.-）) – 6:07 (testo: Nakametal, Tsubometal – musica: KxBxmetal, Nakametal, Tsubometal)

Edizione limitata I DVD
1. Ijime, dame, zettai (Video musicale) – 6:10
2. Ijime, dame, zettai (Making video)

Edizione limitata D DVD
1. Dokidoki morning (Live @ Shibuya-AX, 8 aprile 2012) – 3:45
2. Ii ne! (Live @ Shibuya-AX, 8 aprile 2012) – 4:10

Edizione limitata Z DVD
1. Headbanger!! (Live @ Meguro Rokumeikan, 21 luglio 2012) – 4:02
2. Ukiuki midnight (Live @ Meguro Rokumeikan, 8 luglio 2012) – 3:20

Edizione speciale Su-metal
1. Ijime, dame, zettai (イジメ、ダメ、ゼッタイ) – 6:08
2. Headbanger!! (Night of 15 mix) (ヘドバンギャー！！ -Night of 15 mix-) – 4:02

## Formazione
- Su-metal - voce
- Yuimetal - cori
- Moametal - cori

## Classifiche
| Classifica (2013)                    | Posizione più alta |
| ------------------------------------ | ------------------ |
| Giappone (Oricon giornaliera)        | 5                  |
| Giappone (Oricon settimanale)        | 6                  |
| Giappone (Billboard Hot 100)         | 14                 |
| Giappone (Billboard Hot Top Airplay) | 46                 |
| Giappone (Billboard)                 | 5                  |